# Epik High
Epik High (hangeul : 에픽하이) est un groupe de hip-hop sud-coréen, originaire de Séoul. Formé en 2001, il se compose de DJ Tukutz et des rappeurs Tablo et Mithra Jin.

## Biographie

### Débuts (2001–2004)
Epik High est formé en 2001 après le retour du chanteur Tablo, depuis Vancouver et Stanford, en Corée du Sud. Avec l'arrivée de Mithra Jin et DJ Tukutz, le groupe débute dans la scène hip-hop underground de Séoul, aux côtés d'autres groupes comme CB Mass et en tant que Movement Crew, l'un des plus grands crews hip-hop de cette période en Corée du Sud. Le genre étant encore méconnu du grand public, Epik High a du mal à percer, jouant une « musique lyriquement complexe » qui ne convenait pas à la K-pop de l'époque. Leur première performance se fait devant un petit public à Everland en 2002. Ils sortent leur premier album, Map of the Human Soul, chez Woollim Entertainment en 2003, et leur succès commence avec la sortie de leur deuxième album High Society en 2004.

### Succès avecSwan Songs(2005)
Les chansons Fly et Paris, de leur troisième album Swan Songs, deviennent des hits et atteignent les premières places de plusieurs hits parades,. Fly est aussi utilisée dans les bandes originales des jeux vidéo FIFA 07 et Pump It Up.

### Remapping the Human Soul(2006–2009)

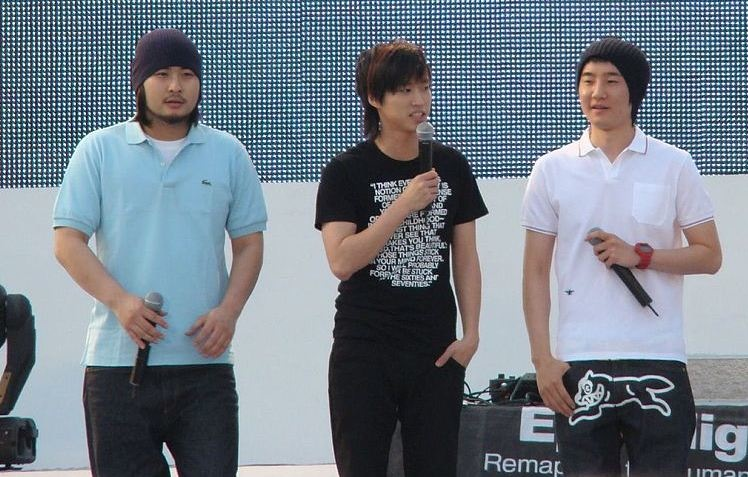
Epik High à Everland en 2007.

À l'origine annoncé pour octobre 2006, leur quatrième album, Remapping the Human Soul, est publié le 23 janvier 2007. Les deux singles Fan et Love Love Love deviennent des hits, mais le reste de l'album traitent de sujets plus sombres, comme le crime, la guerre, la religion, et l'éducation. Il est, de ce fait, boycotté par plusieurs médias et même censuré par le ministère du tourisme et de la culture. Malgré cela, la chanson, Flow, en featuring avec Emi Hinouchi, permet au groupe de se faire connaitre au Japon. Malgré le boycott lors de sa promotion, l'album se vend à 120 000 exemplaires à la fin de l'année, et devient le 3e album le plus vendu de 2007 en Corée du Sud.
Epik High sort son cinquième album, Pieces, Part One, en 2008. Il contient notamment une collaboration (One) avec la chanteuse Jisun du groupe de rock Loveholic, avec l'actrice et chanteuse Jeong Ryeo-won puis (Umbrella) avec la chanteuse Younha, devenue célèbre en interprétant un générique de l'anime Bleach.
Au début de l'année 2009, le groupe se sépare de Woollim Entertainment et crée un label indépendant, MapTheSoul. Le premier album de Epik High sous son nouveau label, Map the Soul, sort en mars 2009. Il est uniquement disponible à la vente sur son site officiel. En juillet, Epik High et le groupe de musique électronique Planet Shiver, sortent ensemble l'album Remixing the Human Soul qui contient des réenregistrements, remixes et remasterisations des précédents hits du groupe.

### Epilogueet pause (2009–2012)
Le 15 octobre 2009, DJ Tukutz effectue son service militaire pendant deux ans, deux jours après son mariage. Il revient en août 2011.
Après le départ de DJ Tukutz, le septième album d'Epik High, Epilogue, est publié chez Woollim Entertainment le 9 mars 2010, et atteint les classements. Le clip de la chanson Run fait participer le boys-band Infinite.
Peu après la sortie de l'album, Mithra Jin effectue aussi son service militaire entre 2010 et le 14 mai 2012. Après deux ans de pause, Tablo (qui est un citoyen canadien et qui n'est donc pas obligé d'effectuer son service militaire) signe un contrat pour quatre ans chez YG Entertainment et publie un album solo intitulé Fever's End le 1er novembre 2011. Il indique qu'Epik High ne s'est pas séparé.

### Retour et99(2012)
En juillet 2012, le retour dEpik High est confirmé sous le label YG Entertainment, après trois ans de pause. Le 9 octobre, le groupe publie le single It's Cold avec Lee Hi. Ils publient l'album numérique 99, accompagné des clips Up (featuring Park Bom) et Don't Hate Me, le 19 octobre. L'album est publié physiquement le 23 octobre, avec deux chansons bonus.

### Shoebox(depuis 2013)

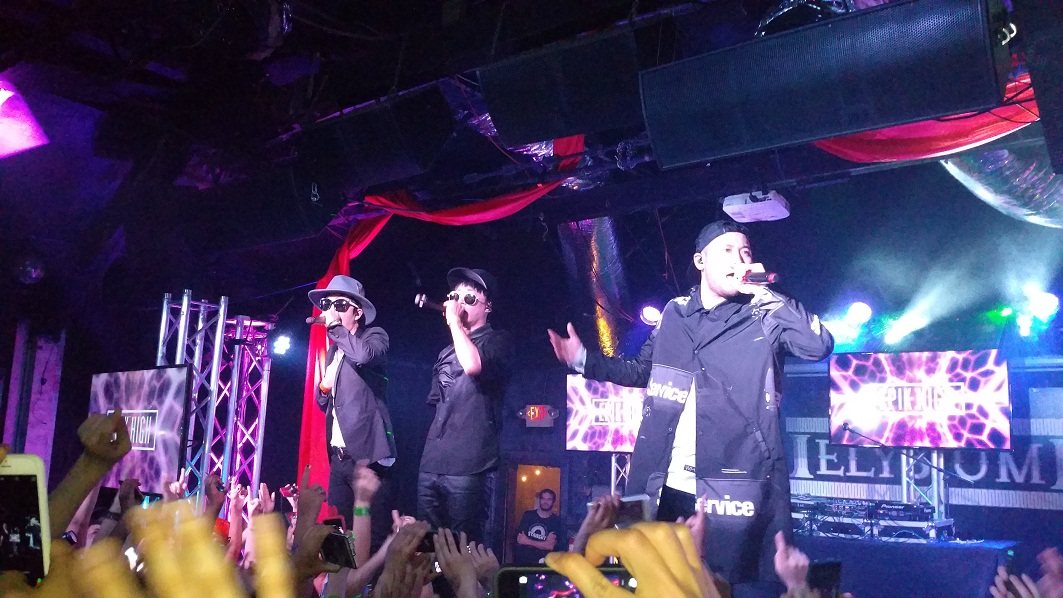
Le groupe au K-Pop Night Out at SXSW ; DJ Tukutz, Tablo, Mithra Jin.

Le 23 octobre 2013, Epik High publie le single 420 featuring Double K, Yankie, Dok2, Sean2Slow, Dumbfoundead, TopBob, et MYK pour célébrer leur dixième anniversaire.
Le 18 mai 2014, ils publient le single With You en collaboration avec la chanteuse chinoise Bibi Zhou. Le 18 octobre, YG Entertainment sort le clip de la chanson Born Hater avec quelques rappeurs.
Le huitième album du groupe, Shoebox, est publié physiquement le 22 octobre et est bien accueilli pour la complexité lyrique et émotionnelle des chansons Happen Ending et Spoiler, et pour d'autres chansons comme Burj Khalifa et Amor Fati. En mars 2015, Epik High joue au SXSW d'Austin, au Texas. En avril 2016, ils jouent au Coachella dont la performance est bien accueillie par le public.

## Discographie
- 2003 : Map of the Human Soul
- 2004 : High Society
- 2005 : Swan Songs
- 2007 : Remapping the Human Soul
- 2008 : Pieces, Part One
- 2008 : Lovescream
- 2009 : 魂 Map the Soul
- 2009 : [e]
- 2012 : 99
- 2014 : Shoebox
- 2017: We've Done Something  Wonderful
- 2021 : Epik High Is Here 上 (Part 1)
- 2022 : Epik High Is Here 下 (Pt. 2)

## Vidéographie
- One
- Wannabe
- Fly
- Fan
- Love Love Love
- Wordkill
- Umbrella (우산) (feat. Younha)
- It's Cold (feat. Lee Hi)
- Don't Hate Me
- UP (feat. Park Bom)
- EYES NOSE LIPS (solo de Tablo)
- BORN HATER
- Spoiler + Happen Ending
- SHOEBOX

## Distinctions

### Bugs Awards
| 2014 | Album de l'année | Shoebox | Lauréat |

### Golden Disk Awards
| Année | Travail nommé | Prix                    | Résultat |
| ----- | ------------- | ----------------------- | -------- |
| 2005  |               | Meilleur groupe hip-hop | Lauréat  |
| 2007  |               | Bonsang (Fan)           | Lauréat  |
| 2009  |               | Meilleur groupe hip-hop | Lauréat  |
| 2013  |               | Meilleur groupe hip-hop | Lauréat  |
| 2015  |               | Meilleur groupe hip-hop | Lauréat  |
| 2015  |               | Bonsang (Happen Ending) | Lauréat  |

### KBS Music Awards
| Année | Travail nommé | Prix                    | Résultat |
| ----- | ------------- | ----------------------- | -------- |
| 2005  |               | Meilleur groupe hip-hop | Lauréat  |

### Mnet Asian Music Awards
| Année | Travail nommé            | Prix                          | Résultat   |
| ----- | ------------------------ | ----------------------------- | ---------- |
| 2004  | Peace Day (평화의 날)    | Meilleure vidéo hip-hop       | Nomination |
| 2005  | Fly (feat. Amin. J)      | Meilleur groupe hip-hop       | Lauréat    |
| 2007  | Fan                      | Chanson de l'année            | Nomination |
| 2007  | Fan                      | Meilleur groupe masculin      | Nomination |
| 2007  | Fan                      | Meilleure performance hip-hop | Lauréat    |
| 2007  | Remapping the Human Soul | Album de l'année              | Lauréat    |
| 2008  | Pieces, Part One         | Album de l'année              | Nomination |
| 2008  | One (feat. Ji Sun),      | Meilleur groupe hip-hop       | Lauréat    |
| 2008  | One (feat. Ji Sun),      | Meilleur groupe masculin      | Nomination |
| 2008  | One (feat. Ji Sun),      | Meilleure vidéo               | Nomination |
| 2008  | One (feat. Ji Sun),      | Chanson de l'année            | Nomination |
| 2009  | Wannabe (feat. Mellow)   | Meilleure performance rap     | Nomination |
| 2010  | Run                      | Meilleure performance rap     | Nomination |
| 2010  | Run                      | Meilleur clip                 | Nomination |
| 2012  |                          | Meilleure performance rap     | Lauréat    |
| 2014  |                          | Meilleure performance rap     | Lauréat    |

### Naver Yearly Ranking 2014
| 2014 | Top 10 Album | Shoebox | Lauréat |

### SBS Music Awards
| Année | Travail nommé | Prix                    | Résultat |
| ----- | ------------- | ----------------------- | -------- |
| 2006  |               | Meilleur groupe hip-hop | Lauréat  |

### Seoul Music Awards
| Année | Travail nommé | Prix          | Résultat |
| ----- | ------------- | ------------- | -------- |
| 2008  |               | Bonsang (Fan) | Lauréat  |
| 2012  |               | Bonsang (Fan) | Lauréat  |